# 4649 Sumoto
4649 Sumoto è un asteroide della fascia principale. Scoperto nel 1936, presenta un'orbita caratterizzata da un semiasse maggiore pari a 2,7464739 UA e da un'eccentricità di 0,1199408, inclinata di 15,43373° rispetto all'eclittica.

## Nome
Il nome è stato suggerito da Syuichi Nakano, che ha trovato i dati orbitali di questo oggetto e che vive a Sumoto.